# العصر الذهبي الإسباني

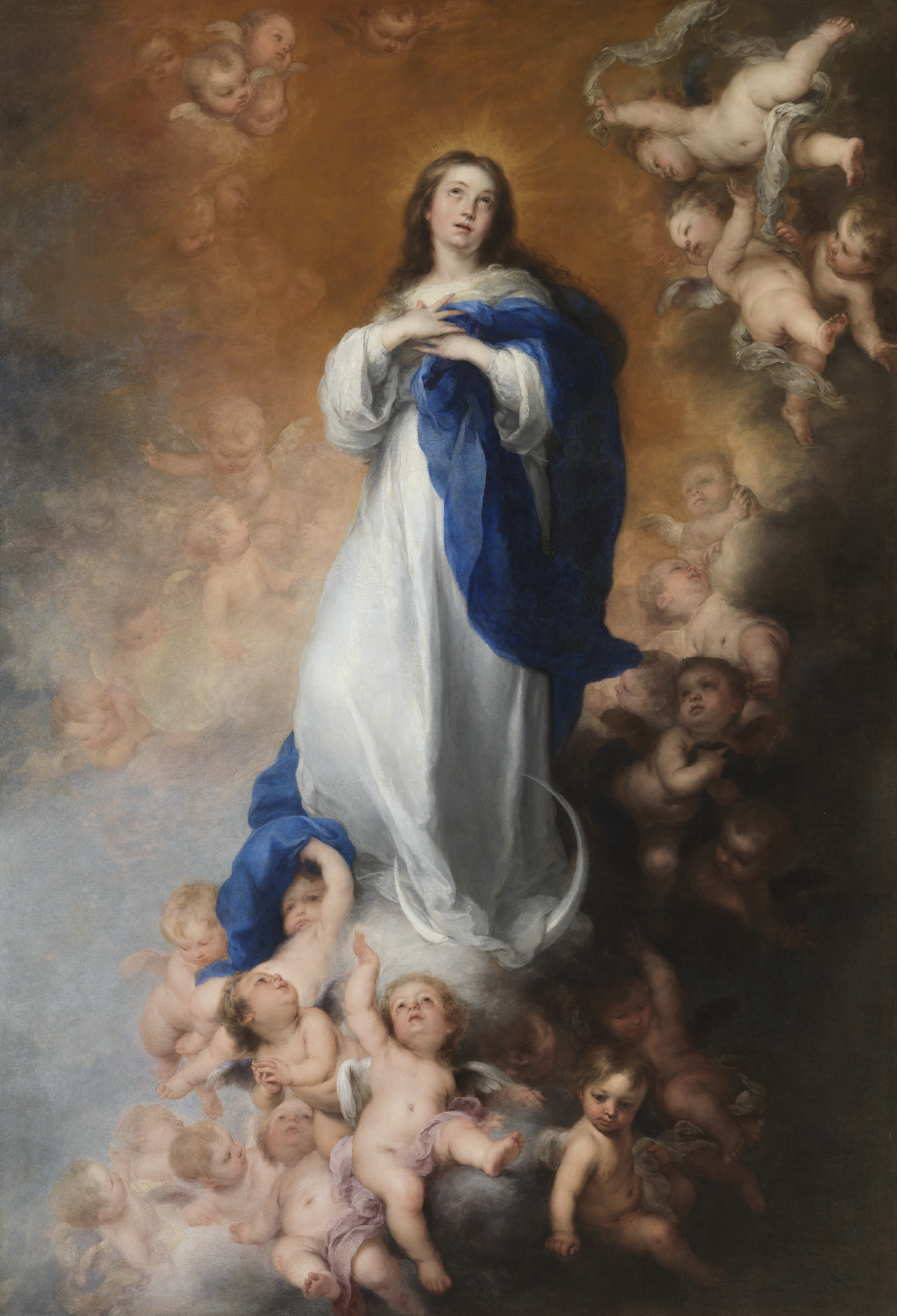
لوحة الميلاد الطاهر لموريو.

العصر الذهبي هو قمة ازدهار الأدب في إسبانيا، إلا أنه في الواقع يتكون من قرنين من الزمان. وفقًا للتأريخ، فإن المنظرين الجدد قد أصروا على إدارج تواريخ محددة تبرز بداية ونهاية هذا العصر، ونطلاقًا من ذلك، فقد بدأ مع أنطونيو دي نبريخا ونشره لـ قواعد اللغة الإسبانية عام 1492 وانتهى مع موت الكاتب المسرحي كالديرون دي لا باركا عام 1681. وعلى المستوى التاريخي والاجتماعي، فكانت كانت فترة أوج الإمبراطورية الإسبانية والحروب الدينية ومكافحة الاصلاحات والركود الاقتصادي والخمول الاجتماعي. وما كان ينقصها من السلام والاستقرار ظهر ملحوظًا في الآداب والفنون.
وجاء مصطلح العصر الذهبي من قبل المؤرخ وعالم الآثار والكاتب الإسباني لويس خوسيه بيلاثكيث الذي استخدمه لأول مرة عام 1754 في عمله الرائد أصول الشعر الإسباني، والذي ألمح به إلى القرن السادس عشر. وبعدها انتشر التعريف ليشمل كل الفترة الكلاسيكية أو أوج الثقافة الإسبانية وعلى وجه الخصوص عصر النهضة في القرن السادس عشر وعصر الباروك في القرن السابع عشر. وجنبًا إلى جنب، ظهر أيضًا ازدهار الفنون الأخرى كالرسم والموسيقى مع بزوغ حركات فكرية وإنسانية؛ إلا أنه في الوقت ذاته، كان الأدب بجنسية الشعر والنثر في مقدمة عصر النهضة حيث ترك أعمالًا رائدة وتأسيسية ثابتة لكل ما جاء بعدها من التيارات الأدبية على الصعيدين الإسباني والعالمي.

## الرسم

لاس مينيناس لدييغو فيلاثكيث.

شهدت إسبانيا قدوم عدد قليل من الفنانين إليها خلال فترة النهضة الإيطالية. ساهمت الأموال الإيطالية والعلاقات التي أنشأها زوج الملكة إيزابيلا ولاحقًا ملك إسبانيا الوحيد، فرناندو الثاني ملك أراغون، في عبور مستمر للمفكرين عبر البحر الأبيض المتوسط بين كل من مدن بَلنْسية وإشبيلية وفلورنسا. احتفظ لويس دي موراليس، وهو أحد الدعاة الأوائل للحركة النهجية في الفن الإسباني، بنمط إسباني واضح في أعماله التي تعيد إلى الأذهان أسلوب الأعمال الفنية في العصور الوسطى. احتوى الفن الإسباني، وبالأخص الأعمال الفنية التابعة لموراليس، على لمسة قوية من الروحانية والتدين شجّعتها الحركة الدينية المعروفة باسم «الإصلاح المضاد»، والملوك الكاثوليكيون، والطبقة الأرستقراطية. كان للحكم الإسباني لمدينة نابولي أهمية كبيرة في خلق ارتباطات بين الفن الإيطالي والإسباني، ونمت هذه الصلات عبر جلب الإداريين الإسبانيين أعمالًا فنيةً إيطالية معهم عند عودتهم إلى إسبانيا.

### إل غريكو
عُرف إل غريكو بأسلوبه التعبيري المميز الذي قوبل بالتحير والإعجاب معًا. لم يكن إل غريكو (والذي يعني «اليوناني») إسبانيًا، وكان اسمه الحقيقي دومينيكوس ثيوتوكوبولس ووُلد في جزيرة كريت اليونانية. درس عن المعلمين الإيطاليين العظماء في وقته، وهم تيتيان وتينتوريتو وميكيلانجيلو، وذلك خلال إقامته في إيطاليا في الفترة من عام 1568 إلى 1577. وفقًا للأسطورة، أكد إل غريكو آنذاك رغبته في رسم لوحة جدارية تصل إلى جودة إحدى لوحات ميكلانجيلو الجدارية في حال تدمير إحدى اللوحات الجدارية العائدة لأحد الفنانين الإيطاليين. تبددت شهرة إل غريكو سريعًا في إيطاليا، لكنه سرعان ما وجد موطنًا جديدًا له في مدينة طليطلة في وسط إسبانيا. أنشأ نمطًا مبنيًا على الانطباعات والمشاعر، يتميز بأصابع طويلة وألوان نابضة بالحياة والكثير من ضربات الفرشاة. صوّرت التعبيرات على وجوه لوحاته مشاعر الكآبة والعزلة مع شهادة شخوصه للعالم الأرضي. أصبحت لوحاته التي صورت مدينة طليطلة نماذج للرسوم التقليدية للمناظر الطبيعية الأوروبية، واستلهم المعلمون الهولنديون منها الكثير في أعمالهم اللاحقة. في ذلك الوقت، كانت إسبانيا أرضًا خصبة للفنانين الذين تدربوا في فينيسيا. ازدهر الفن في الإمبراطورية، وكانت طليطلة مكانًا مثاليًا للحصول على المال مقابل الفن.

### دييغو فيلاثكيث

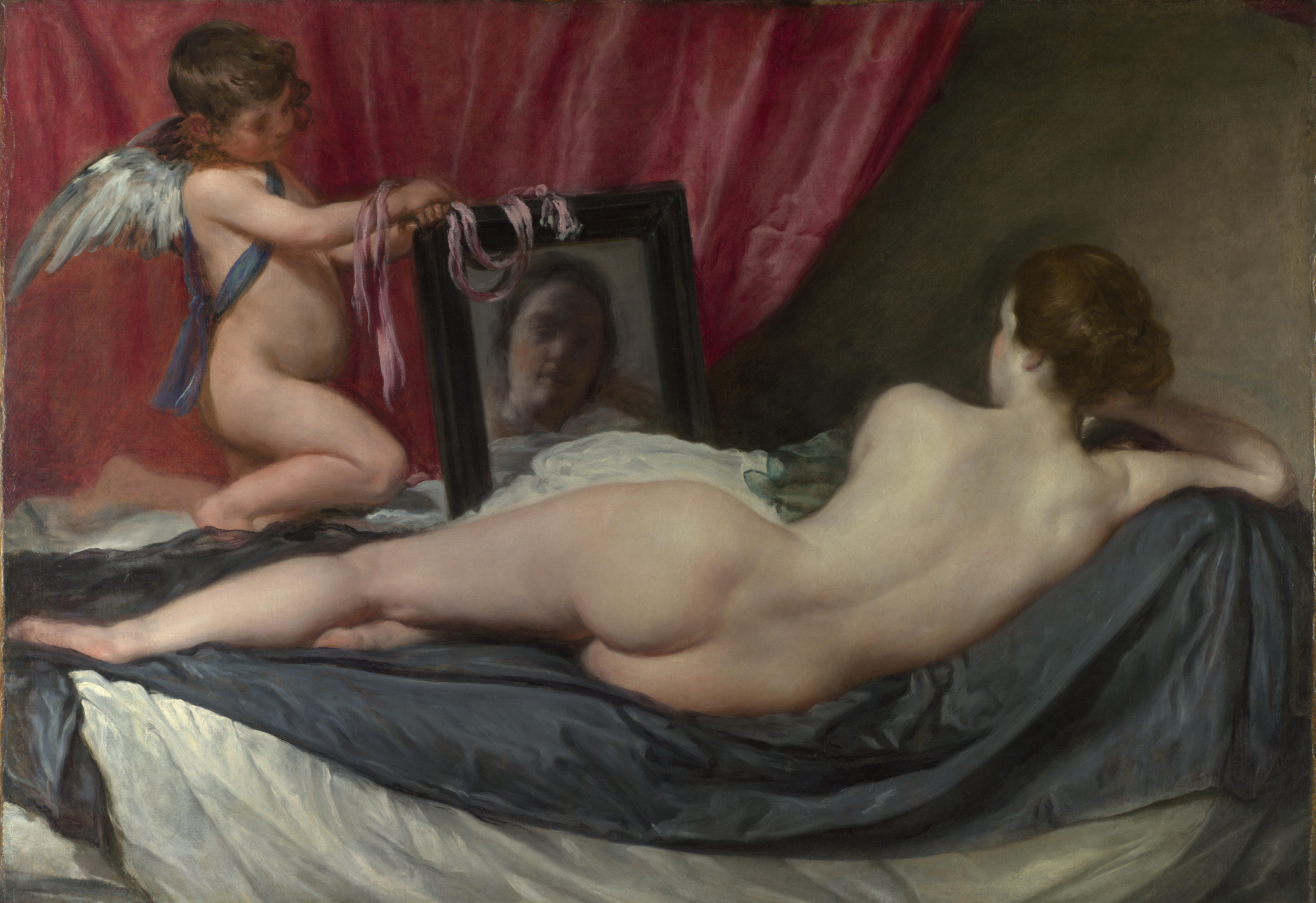
فينوس أمام المرآة بريشة دييغو فيلاسكيز بين عامي 1647 و1651 ، المعرض الوطني بلندن.

وُلد دييغو فيلاثكيث في 6 يونيو عام 1599 في مدينة إشبيلية. انتمى والداه إلى الأقلية النبيلة. كان الابن الأكبر من بين ستة أطفال. يُعتبر فيلاثكيث واحدًا من أكثر الفنانين أهمية وإلهامًا في إسبانيا. كان رسامًا في بلاط الملك فيليب الرابع، وازداد الطلب على رسوم البورتريه خاصته من قبل رجال الدولة والأرستقراطيين ورجال الدين في أوروبا. أظهرت رسومات البورتريه التي رسمها لكل من الملك، ورئيس الوزراء، والكونت الدوق لبلدية أوليفاريس، والبابا نفسه، إيمانًا واضحًا بالواقعية الفنية ونمطًا مضاهيًا للعديد من المعلمين الهولنديين. في أعقاب حرب الثلاثين عامًا، التقى فيلاثكيث بأمبروجيو سبينولا ورسم لوحته الشهيرة استسلام بريدا احتفالًا بانتصار سبينولا. دُهش سبينولا بقدرته على التعبير عن المشاعر من خلال الواقعية المتجلية في رسوم البورتريه والمناظر الطبيعية. تركت أعماله في مجال المناظر الطبيعية أثرًا راسخًا في نمط الرسم الغربي، وكان قد أطلق أولى التجارب الفنية الأوروبة لرسم المناظر الطبيعية بالاستفادة من الإضاءة الخارجية في الهواء الطلق. ضمنت صداقة فيلاثكيث بالفنان بارتولومه استبان موريو، وهو أحد الرسامين الإسبانيين للجيل الذي تبع جيل فيلاثكيث، استمرار تأثير أسلوبه على الأعمال الفنية اللاحقة. كانت لوحة «الوصفيات» أشهر لوحة للرسام فيلاثكيث، والتي ضمّن الفنان فيها نفسه واحدًا من شخوص اللوحة.

### فرانسيسكو دي زورباران
ازدادت أهمية العنصر الديني في الفن الإسباني مع حركة الإصلاح المضاد في العديد من الأوساط الشعبية في إسبانيا. مثّلت الأعمال التقشفية والزاهدة والحادة للفنان فرانسيسكو دي زورباران هذا النسق في الفن الإسباني، بالإضافة إلى أعمال الملحن توماس لويس دي فيكتوريا. تعاطف الملك فيليب الرابع مع الفنانين الذين وافقوه الرأي في ما يخص وجهة نظره عن حركة الإصلاح المضاد والدين. أصبحت الروحانية الطاغية على أعمال زورباران -متأثرًا بالقديسة تيريزا الأفيلاوية- سمة مميزة للفن الإسباني في الأجيال اللاحقة. كرّس زورباران نفسه للتعبير الفني عن الدين والإيمان، وذلك بعد تأثره بالفنان ميكيلانجيلو كارافاجيو وغيره من المعلمين الإيطاليين. عكست لوحاته عن القديس فرانسيس الأسيزي، والحمل بلا دنس، وصلب المسيح، جانبًا ثالثًا للثقافة الإسبانية في القرن السابع عشر على خلفية الحرب الدينية التي عمت أرجاء أوروبا. ابتعد زورباران عن تفسير فيلاثكيث الواقعي الحاد للفن وانشغل إلى حد ما بالمحتوى العاطفي متأثرًا بالفنان إل غريكو وغيره من الفنانين المنهجيين السابقين، ورغم ذلك، فقد احترم وأدام الإضاءة والتعبير المجازي الخاص بالفنان فيلاثكيث.
ليس من المعلوم ما إذا أُتحيت الفرصة لزورباران لتقليد رسوم كارافاجيو، وعلى أي حال، تبنى زورباران استعمال كارفاجيو الواقعي للجلاء والقتمة. يُعد الرسام خوان سانشيز كوتان الأكثر تأثيرًا على التراكيب الحادة المميزة الخاصة بزورباران. وفر النحت متعدد الألوان -الذي وصل إلى درجة من التفوق في إشبيلية فاقت درجة الرسامين المحليين في وقت تلمذة زورباران- نموذجًا أسلوبيًا فنيًا مهمًا لزورباران. كان عمل الفنان خوان مارتينيز قريبًا جدًا من روحية أعمال زورباران.
رسم زورباران مباشرة من الطبيعة، واستفاد كثيرًا من المانيكانات في دراسة الأقمشة، والتي أظهر فيها براعة شديدة. كان لديه موهبة خاصة في رسم الأقمشة البيضاء؛ ولهذا السبب، امتلأت بيوت الكارثوسيون المتشحين بالبياض برسومه. يُقال إن زورباران قد التزم بإسبانيا واقتصر عليها طيلة حياته المهنية المزدهرة، ولم يحد عنها إلا في مواقف قليلة غير متعلقة بعمله اليومي. تضمنت موضوعاته الصلوات الدينية الحادة والزاهدة، والتي تُطهر الروح فيه الجسد وتأمره بالخضوع، واختُزلت التراكيب عادة إلى رمز واحد. كان نمطه أكثر تحفظًا وطهارة من نمط كارفاجيو، ومالت الدرجة اللونية إلى اللون الأزرق. أضفى لمسات مميزة من خلال واجهاته المنجزة بعناية بالغة.

### بارتولومه استبان موريو
بدأ بارتولومه إستبان موريو دراساته الفنية تحت إشراف خوان ديل كاستيلو في إشبيلية. أصبح موريو على اطلاع بالرسم الفلمنكي؛ بسبب الأهمية التجارية لإشبيلية آنذاك، والتي جعلت منه عرضة لتأثيرات من مناطق أخرى. تأثر في أول أعماله بكل من زورباران خوسيه دي ريبيرا وألونسو كانو وشاركهم في نهجهم شديد الواقعية. مع نمو موهبته في الرسم، تطورت أعماله باتجاه النمط البراق الذي ناسب أذواق البرجوازيين والأرستقراطيين في ذلك الوقت، والتي بدت جلية في أعماله الدينية المتعلقة بالكنيسة الرومانية الكاثوليكية.
في عام 1642، انتقل موريو إلى مدينة مدريد بعد أن بلغ من العمر 26 سنة، وأصبح على اطلاع بأعمال الفنان فيلاثكيث، ورأى أعمال المعلمين الفينيسيين والفلمنكيين في المقتنيات الفنية الملكية؛ إذ تشير الألوان الغنية والصيغ المشكلة بلطف في أعماله اللاحقة إلى تأثره بهذه الاتجاهات الفنية الجديدة في مدريد. عاد إلى مدينة إشبيلية في عام 1645. في تلك السنة، رسم موريو ثلاث عشرة لوحة لصالح دير القديس فرانسيسكو إل غراند في إشبيلية والتي أعلت من سمعته بجدارة. بعد إكماله لصورتين لصالح كاتدرائية إشبيلية، بدأ بالتخصص بالمواضيع التي دفعت به إلى النجاح، وهي العذراء والطفل، والحمل بلا دنس.
أمضى فترة أخرى في مدريد من 1658 إلى 1660، وعاد بعد ذلك إلى إشبيلية ومات فيها. كان أحد المؤسسين لأكاديمية الفنون الجميلة في إشبيلية في عام 1660، مشاركًا إدارتها مع المعماري فرانسيسكو هيريرا الأصغر. كانت هذه فترة أوج نشاطه، استلم خلالها العديد من عروض العمل المهمة، مثل لوحات المذبح لصالح دير الرهبان الأغسطينيين، ورسوم لصالح كنيسة سانتا ماريا لا بلانكا (أُنهيت في عام 1665)، بالإضافة إلى أعمال أخرى.

### رسامون مهمون آخرون
- لويس دي موراليس
- خوسيه دي ريبيرا
- خوان سانشيز كوتان
- خوان فان دير هامين
- فرانسيسكو ريبالتا
- خوان دي فالديس ليل
- خوان كارينو دي ميراندا
- كلاوديو